# よだれどり
よだれどりは、日本のお笑いコンビである。サンミュージックプロダクション所属。

## メンバー
小西 ケイタ（こにし けいた、1995年3月13日 - ) (29歳）
- ツッコミ担当、立ち位置は向かって右。
- 大阪府守口市出身。
- 大阪市立高等学校英語科、同志社大学法学部政治学科卒業。

すなお（1996年1月20日 - ）(29歳）
- ボケ担当、立ち位置は向かって左。
- 千葉県出身。
- 東京工業大学生命理工学部生命科学科卒業。
- 路線バスに詳しい。「路線バス芸人」として沼にハマってきいてみた、タモリ倶楽部などに出演。
- シューマッハ中村竜太郎、ブルーザー井上ポイントとともに「ポイ活三銃士」として週刊プレイボーイに不定期連載を持っている。

## 略歴
互いにサンミュージックアカデミー出身。2018年1月にコンビ結成し、インディーズライブやサンミュージックアカデミーひよこライブに出演するも解散。
その後小西は松本拓磨（現・日熊）とコンビ「サザンカ」（2018年8月当時はコフンダイコン）を結成するが2019年3月に解散。
2019年5月に再結成。同年10月にサンミュージック所属となる。2024年1月に再解散。

## 賞レース成績

### M-1グランプリ
| 年度             | 結果      | エントリー No. | 会場                        | 日程       |
| ---------------- | --------- | -------------- | --------------------------- | ---------- |
| 2019年（第15回） | 2回戦進出 | 735            | 雷5656会館ときわホール      | 2019/10/18 |
| 2020年 (第16回)  | 1回戦敗退 | 1089           | シダックスカルチャーホールA | 2020/08/20 |
| 2021年 (第17回)  | 2回戦進出 | 315            | 雷5656会館ときわホール      | 2021/10/20 |
| 2022年（第18回） | 2回戦進出 | 426            | 雷5656会館ときわホール      | 2022/10/13 |
| 2023年（第19回） | 2回戦進出 | 1162           | 雷5656会館ときわホール      | 2023/10/24 |

### キングオブコント
| 年度             | 結果      | 会場           | 日程       |
| ---------------- | --------- | -------------- | ---------- |
| 2020年（第13回） | 1回戦敗退 | CGKBシブゲキ!! | 2020/07/24 |
| 2021年 (第14回)  | 1回戦敗退 | 南大塚ホール   | 2021/07/17 |

- 2020年R-1ぐらんぷり（小西） - 1回戦敗退
- 2021年R-1グランプリ（小西） - 2回戦敗退
- 2021年R-1グランプリ（すなお） - 1回戦敗退[7]
- 2022年R-1グランプリ（小西） - 1回戦敗退
- 2022年R-1グランプリ（すなお） - 1回戦敗退
- 2022年ビリオングランプリ - 決勝8位
- 2023年R-1グランプリ（小西） - 2回戦進出

## 出演

### テレビ
- パーフェクトマッチ〜運命の人探し出せたら100万円〜（関西テレビ、2020年3月27日）〈すなお〉
- WoW!Ho!TV（TOKYO MX、2020年4月7日〜2021年4月28日 レギュラー）〈すなお〉
- サンドと石井と知りすぎた芸人たちの会！（フジテレビ、2020年8月1日）〈すなお〉
- 沼にハマってきいてみた（NHK、2020年12月15日）〈すなお〉
- タモリ倶楽部（テレビ朝日、2021年6月26日、2021年7月3日）〈すなお〉

### ラジオ
- おぐまい＆スミのポップアップカルチャー（bayfm、2021年9月12日、2021年9月19日）〈すなお〉

### 雑誌
- 自動車ガイドブック vol.68（日本自動車工業会、2021年11月3日）〈すなお〉
- 週刊プレイボーイ（集英社、2021年2月22日、2021年4月19日、2021年12月13日、2022年5月30日）〈すなお〉